# Roger Mollien
Pour les articles homonymes, voir Mollien.
Roger Mollien est un acteur et metteur en scène français, né le 18 juin 1931 à Choisy-le-Roi et mort le 16 août 2009 à Paris 14e.

## Biographie
Pensionnaire de la Comédie-Française, ancien élève du Conservatoire national supérieur d'art dramatique dans les classes d'Henri Rollan et Georges Le Roy, il a joué notamment aux côtés de Gérard Philipe au sein du Théâtre National Populaire (TNP), sous la régie de Jean Vilar (Hohenzollern dans Le Prince de Hombourg 1952, Pierre Strozzi dans Lorenzaccio 1952, Cœlio dans Les Caprices de Marianne 1958). Il fut également acteur pour le cinéma et la télévision.
Crématisé au Père-Lachaise, ses cendres sont dispersées dans le jardin des souvenirs de Montfavet (Vaucluse).

## Filmographie
- 1978 : Quand flambait le bocage téléfilm de Claude-Jean Bonnardot : Charles Gendreau
- 1981 : Le Pain de fougère d'Alain Boudet : Louis XIV
- 1983 : Messieurs les Jurés, épisode L'Affaire Sivry d'André Michel : l'Avocat Général
- 1988 : La Chaîne (du roman de Michel Drucker), feuilleton télévisé de Claude Faraldo
- 1992 : Les enfants du naufrageur film de Jérôme Foulon : Lucien, l'aubergiste
- 1997 : Le bonheur est un mensonge de Patrick Dewolf
- 2000 : Les Jours heureux de Luc Béraud
- 2009 : L'École du pouvoir de Raoul Peck (mini-série) : Évêque aumônier

## Théâtre

### Comédie-Française
- Entrée à la Comédie-Française le 1er septembre 1997
- 1998 : Mère Courage et ses enfants de Bertolt Brecht, mise en scène Jorge Lavelli, Salle Richelieu
- 2003 : La Forêt d'Alexandre Ostrovski, mise en scène Piotr Fomenko
- 2004 : Place des Héros de Thomas Bernhard, mise en scène Arthur Nauzyciel
- 2005 : Place des héros de Thomas Bernhard, mise en scène Arthur Nauzyciel, CDDB-Théâtre de Lorient
- 2004 : Britannicus de Racine, mise en scène Brigitte Jaques, Théâtre du Vieux-Colombier
- 2005 : Le Cid de Corneille, mise en scène Brigitte Jaques

### Hors Comédie-Française
- 1950 : Kowingo, Kowingo de Jean Le Poulain, mise en scène Jean Le Poulain
- 1952 : Antiochus, Bérénice de Racine, mise en scène Julien Vernier
- 1952 : César Borgia, Les Démons d'Alexandre Metaxas, mise en scène Julien Vernier
- 1952, 1953 : Hohenzollern, Le Prince de Hombourg d'Heinrich von Kleist, mise en scène Jean Vilar, TNP
- 1952, 1953 : Pierre Strozzi, Lorenzaccio d'Alfred de Musset, mise en scène Gérard Philipe, TNP
- 1952, 1953 : Dom Alonse, Dom Juan de Molière, mise en scène Jean Vilar, TNP
- 1952, 1953 : le Soupirant, Nuclea d'Henri Pichette, mise en scène Jean Vilar, TNP
- 1952, 1953 : Camille Desmoulins, La Mort de Danton de Georg Büchner, mise en scène Jean Vilar, TNP
- 1954 : Montazgo, Ruy Blas de Victor Hugo, mise en scène Jean Vilar, TNP Théâtre de Chaillot
- 1954 : Malcolm, Macbeth de William Shakespeare, mise en scène Jean Vilar, TNP Festival d'Avignon
- 1954 : Don Sanche, Le Cid de Corneille, mise en scène Jean Vilar, TNP
- 1954 : Maxime, Cinna de Corneille, mise en scène Jean Vilar, TNP
- 1955 : Agis, Le Triomphe de l'amour de Marivaux, mise en scène Jean Vilar, TNP
- 1956 : Malcolm, Macbeth de William Shakespeare, mise en scène Jean Vilar, TNP Festival d'Avignon
- 1956 : Voïnitsev, Ce fou de Platonov d'Anton Tchekhov, mise en scène Jean Vilar, TNP
- 1956 : le Soldat ivre, Mère Courage et ses enfants de Bertolt Brecht, mise en scène Jean Vilar, TNP
- 1956 : Fabiano Fabiani, Marie Tudor de Victor Hugo, mise en scène Jean Vilar, TNP
- 1956 : Valère, L'Avare de Molière, mise en scène Jean Vilar, TNP
- 1957, 1958 : Hippolyte, Phèdre de Racine, mise en scène Jean Vilar, TNP
- 1957, 1958 : Martinez, Le Carrosse du Saint-Sacrement de Prosper Mérimée, mise en scène Jean Vilar, TNP
- 1958 : Cœlio, Les Caprices de Marianne d'Alfred de Musset, mise en scène Jean Vilar, TNP Festival d'Avignon
- 1958 : Pierre Strozzi, Lorenzaccio d'Alfred de Musset, mise en scène Gérard Philipe, TNP Festival d'Avignon
- 1959 : le Chevalier gascon, L'Heureux Stratagème de Marivaux, mise en scène Jean Vilar, TNP
- 1959 : Camille Desmoulins, La Mort de Danton de Georg Büchner, mise en scène Jean Vilar, TNP
- 1959 : Soldat ivre, Mère Courage de Bertolt Brecht, mise en scène Jean Vilar, TNP Festival d'Avignon
- 1959 : La Grange, Les Précieuses ridicules de Molière, mise en scène Yves Gasc, TNP Théâtre de Chaillot
- 1960 : Soldat ivre, Mère Courage de Bertolt Brecht, mise en scène Jean Vilar, TNP Festival d'Avignon
- 1960 : Christian, Génousie de René de Obaldia, mise en scène Roger Mollien, Théâtre Récamier
- 1961 : Canciano, Les Rustres de Carlo Goldoni, mise en scène Roger Mollien
- 1961 : Juan, L'Alcade de Zalamea de Lope de Vega, mise en scène Jean Vilar, TNP
- 1962 : Valère, L'Avare de Molière, mise en scène Jean Vilar, TNP Théâtre de Chaillot, Festival d'Avignon
- 1963 : Valère, L'Avare de Molière, mise en scène Jean Vilar, TNP Festival d'Avignon
- 1963 : Dmitri Sergueievitch Vaguine, Les Enfants du soleil de Maxime Gorki, mise en scène Georges Wilson, TNP
- 1963 : Dom Juan, Dom Juan de Molière, mise en scène Roger Mollien
- 1964 : Douglas Templemore, Zoo ou l'Assassin philanthrope de Vercors, mise en scène Jean Deschamps, TNP Théâtre de Chaillot
- 1964 : Attale, Nicomède de Corneille, mise en scène Roger Mollien
- 1964 : Lélio, La Fausse Suivante de Marivaux, mise en scène Roger Mollien
- 1969 : Faust, Votre Faust de Michel Butor et Henri Pousseur, mise en scène Roger Mollien
- 1970, 1971 : John, Un jeune homme en colère de John Osborne, mise en scène Roger Mollien
- 1971 : le Prince, La Double Inconstance de Marivaux, mise en scène Roger Mollien
- 1972, 1973 : Dom Juan, Dom Juan de Molière, mise en scène Roger Mollien
- 1974 : Octave, Les Caprices de Marianne d'Alfred de Musset, mise en scène Roger Mollien
- 1974 : Richard, Sur la piste d'Eduardo Manet, mise en scène Andréas Voutsinás
- 1975 : Chiffonet, Labiche-Folies de Eugène Labiche et Philippe Laborit, mise en scène Roger Mollien
- 1976 : Macbeth, Macbeth de William Shakespeare, mise en scène Roger Mollien
- 1979 : le Poète, Récital Aragon, mise en scène Roger Mollien
- 1981 : Douglas, Les Amis d'Arnold Wesker, mise en scène Yves Gasc, Théâtre du Lucernaire
- 1980 : Napoleon Ier, Talleyrand à la barre de l'histoire d'André Castelot, mise en scène Paul-Emile Deiber, Théâtre du Palais Royal
- 1982 : Harpagon, L'Avare de Molière, mise en scène Jean-Pierre André
- 1982, 1983 : Brutus, Jules César de Shakespeare, mise en scène Jean-Louis Martin-Barbaz
- 1983 : Titus Andronicus, Titus Andronicus de Shakespeare, mise en scène Serge Peyrou
- 1984 : le Tambour major, Woyzeck de Georg Büchner, mise en scène Alain Butard
- 1985, 1986 : Pozzo, En attendant Godot de Samuel Beckett, mise en scène Charles Joris
- 1987 : Verchinine, Les Trois Sœurs d'Anton Tchekhov, mise en scène Alain Butard
- 1989, 1990 : Himalay, Operette de Witold Gombrowicz, mise en scène Jorge Lavelli, Théâtre national de la Colline
- 1993 : Lobkowitz, Mein Kampf (farce) de George Tabori, mise en scène Jorge Lavelli, Théâtre national de la Colline
- 1993, 1994 : le Duc d'Este, Lucrèce Borgia de Victor Hugo, mise en scène Vincent Garranger
- 1995 : Tonino, Ris-donc Paillasse de Roger Mollien, mise en scène Patrick Coulais, Roger Mollien
- 1996 : Martin, Archibald de Jules Vartet, mise en scène Daniel Colas, Théâtre des Mathurins

### Metteur en scène
- 1960 : Génousie de René de Obaldia, Théâtre Récamier
- 1962 : Les Témoins de Georges Soria, Théâtre du Vieux-Colombier

## Doublage

### Cinéma

#### Films
- Bernard Hill dans : 
  - Le Seigneur des anneaux : Les Deux Tours (2002) : Théoden
  - Le Seigneur des anneaux : Le Retour du roi (2003) : Théoden

- 1984 : Indiana Jones et le Temple maudit : Chattar Lal (Roshan Seth)
- 2004 : Le Pont du roi Saint-Louis : le vice-roi du Pérou (F. Murray Abraham)